# 並河亮
並河 亮（なみかわ りょう、1905年12月26日 - 1984年5月8日）は、日本の翻訳家、放送作家、放送・文芸・美術・ジャズ評論家、英文学者。
写真家の並河萬里の父。

## 来歴
島根県生まれ。東京帝国大学法学部卒。NHK国際部、毎日放送に勤務。日本大学で文学博士取得。その後同大学旧文学部で教授を務めた。
ドス・パソス『U.S.A.』を唯一完訳。そのほかにアプトン・シンクレアなどの翻訳、放送台本、評論活動がある。
生涯にわたり『華厳経』の研究著作を行った。

## 著書
- 『姿なき武器 世界電波戦』（山海堂出版） 1943
- 『電波の戦場 世界放送戦』（山海堂） 1944.9
- 『百年の無禮』（大成出版） 1944.10
- 『ジャズ物語』（長谷川書店） 1949
- 『ジャズ音楽』（要書房） 1953
- 『現代ジヤズ』（要書房） 1954
- 『生きてるジャズ史 新楽聖物語』（朋文社、プラタン叢書） 1955
- 『演劇・娯楽番組』（同文館 新書版、放送の知識シリーズ） 1956
- 『ラジオテレビの台本・演技・演出』（三芽書房） 1958
- 『薔薇と人生』（社会思想研究会出版部、現代教養文庫） 1962
- 『CMのすべて』（誠文堂新光社、ブレーンシリーズ） 1965
- 『テレビ・ラジオの演出と台本』（石崎書店） 1965
- 『神を訪ねて三万キロ』（毎日新聞社） 1966
- 『静かなトランペット これからのCM戦略』（日本経済新聞社、日経新書） 1967
- 『放送の台本と演出』（石崎書店） 1970
- 『シルクロードをゆく仏 インドから日本へ』（新人物往来社） 1974
- 『ペルセポリス 古代ペルシア歴史の旅』（芙蓉書房） 1975
- 『地中海 石と砂の世界』（玉川大学出版部 玉川選書） 1977.12
- 『ウィリアム・ブレイク 芸術と思想』（原書房） 1978.4
- 『地中海 神と人の世界』（並河万里写真、玉川大学出版部、玉川選書） 1978.1
- 『仏像のながい旅路』（並河万里写真、玉川大学出版部、玉川選書） 1978.4
- 『ボロブドール 華厳経の世界』（講談社） 1978.9 - 写真解説
- 『バーミヤンの鳩笛 セントラルシルクロード』（並河万里写真、玉川大学出版部、玉川選書） 1979.12
- 『ブレイクの生涯と作品 芸術と思想』（原書房） 1979.4
- 『わが華厳経』（潮文社） 1979.10
- 『仏像出現』（玉川大学出版部） 1982.7
- 『ワーズワースとラスキン 湖畔地方とヴェニスの石』（原書房） 1982.3
- 『わたしの華厳経人生論』（佼成出版社） 1982.6
- 『「華厳経」を読む 華厳十地の生活信条が不安と混迷の現代人を救う』（PHP研究所、新書21世紀図書館） 1983.6
- 『もうひとつの太平洋戦争 戦時放送記者がいま明かす日本の対外宣伝戦略』（PHP研究所、新書21世紀図書館） 1984.4

## 共編著
- 『テレビの制作技術』（編、ダヴィッド社） 1962
- 『地中海歴史の旅』（並河万里共著、集英社） 1967
- 『テレビCM 制作者の経験と理論』（読売テレビ放送、YTV Report シリーズ） 1968

## 翻訳
- 『赤い百日』（エドガー・シツソン、先進社） 1931
- 『ソー・ビッグ』（エドナ・ファーバー、リスナー社） 1949
- 『大ワシントン伝』（アーヴイング、東京堂） 1949
- 『デモクラシーの教ヘ方学び方』（合衆国国家教育協会等、リスナー社） 1949
- 『レド公路』（張仁仲、生活社） 1949
- 『U.S.A.』 第1 - 3部（ドス・パソス、改造社） 1950 - 1958、のち新潮文庫
- 『街路』（アン・ペトリー、改造社） 1950
- 『ハムレット』（シェークスピヤ、建設社） 1950
- 『コロラドの悲歌』（モーリン・ホイプル、大日本雄弁会講談社） 1951
- 『聖母マリヤ』（ショレム・アーシュ、中央公論社） 1950
- 『赤い竹 タイの僧院の物語』（クークリット・プラモイ、時事通信社） 1956
- 『鉛の服を着た男』（ダニエル・ラング、時事通信社） 1956
- 『農民音楽隊』（張愛玲、時事通信社） 1956
- 『天使の群』（ロバート・ペン・ウォーレン、荒地出版社、現代アメリカ文学全集10） 1957
- 『黒い自由の夏を』（サリー・ベルフレージ、朝日新聞社） 1967

### アプトン・シンクレア
- 『聖林爆撃』（アプトン・シンクレア、言海書房） 1935
- 『映画王フォツクス』（アプトン・シンクレア、訳編、言海書房） 1936
- 『勝利の世界』（アプトン・シンクレア、国際出版） 1948
- 『ラニー・バッドの巡礼 ラニー・バッド第3部』（アプトン・シンクレア、リスナー社） 1948
- 『ラニーバッド』第1 - 5部（アプトン・シンクレア、共和出版社） 1949 - 1950
- 『世界の末日』（アプトン・シンクレア、中央公論社） 1950
- 『ラニー・バッドの生還』（シンクレア、桃園書房） 1954
- 『敵も持つていた』（アプトン・シンクレア、日月社） 1955
- 『砂漠の夜の夢 第三次世界大戦の恐怖』（アプトン・シンクレア、日月社） 1957

## 参考
- 日本近代文学大辞典